# Holcocephala minuta
Holcocephala minuta là một loài ruồi trong họ Asilidae. Holcocephala minuta được Bellardi miêu tả năm 1861. Loài này phân bố ở vùng Tân nhiệt đới.